# Nick Begich
Nicholas Joseph (Nick) Begich, Sr. (ur. 6 kwietnia 1932, zm. 16 października 1972) – amerykański polityk, członek Partii Demokratycznej. W latach 1971–1972 był przedstawicielem stanu Alaska w Izbie Reprezentantów Stanów Zjednoczonych.

## Życiorys
Za datę śmierci Begicha uznaje się 16 października 1972 r. Tego dnia w ramach kampanii wyborczej Begich podróżował z Anchorage do Juneau. Samolot którym leciał zaginął, najprawdopodobniej ulegając katastrofie, jednak jego wraku mimo trwających kilkadziesiąt dni poszukiwań nie znaleziono. Pomimo tego, Begich wygrał wybory, które odbyły się 7 listopada 1972 r., kilka tygodni po zaginięciu jego samolotu. Świadectwo zgonu Begicha zostało wystawione 29 grudnia 1972 i tego dnia oficjalnie zakończyła się jego kadencja w parlamencie Stanów Zjednoczonych.
Jego syn, Mark Begich, był burmistrzem miasta Anchorage (2003–2009) i Senatorem Stanów Zjednoczonych z Alaski (2009–2015).